# 3510 Відер
3510 Відер (3510 Veeder) — астероїд головного поясу, відкритий 13 жовтня 1982 року.
Тіссеранів параметр щодо Юпітера — 3,425.